# Ustawa o planowaniu i zagospodarowaniu przestrzennym
Ustawa z dnia 27 marca 2003 roku o planowaniu i zagospodarowaniu przestrzennym – polska ustawa, uchwalona przez Sejm RP, która reguluje zasady kształtowania polityki przestrzennej przez jednostki samorządu terytorialnego i organy administracji rządowej, oraz zakres i sposoby postępowania w sprawach przeznaczania terenów na określone cele oraz ustalania zasad ich zagospodarowania i zabudowy.

## Przebieg procesu legislacyjnego
Projekt ustawy wpłynął do Sejmu 20 czerwca 2002 roku. 13 lutego 2003 roku, po trzecim czytaniu projektu ustawy, Sejm przyjął ustawę. Głosowało 380 posłów. Za głosowało 249, przeciw 129, a 2 wstrzymało się od głosu. 10 marca 2003 roku Senat RP przyjął uchwałę o wniesieniu poprawek do ustawy i skierowaniu jej ponownie do prac Sejmu. 27 marca 2003 roku Sejm przyjął część poprawek Senatu. 15 kwietnia 2003 roku, Prezydent Rzeczypospolitej Polskiej podpisał ustawę.

## Budowa
Ustawa nie zawiera preambuły i zbudowana jest z 9 rozdziałów:
- Rozdział 1. Przepisy ogólne (art. 1 - 8)
- Rozdział 2. Planowanie przestrzenne w gminie (art. 9 - 37n)
- Rozdział 2a. Planowanie przestrzenne na obszarze metropolitalnym (art. 37o - 37q)
- Rozdział 3. Planowanie przestrzenne w województwie (art. 38 - 45)
- Rozdział 4. Planowanie przestrzenne na szczeblu krajowym (art. 46 - 49)
- Rozdział 4a. Obszary funkcjonalne (art. 49a - 49g)
- Rozdział 5. Lokalizacja inwestycji celu publicznego i ustalanie warunków zabudowy w odniesieniu do innych inwestycji (art. 50 - 67)
- Rozdział 6. Zmiany w przepisach obowiązujących (art. 68 - 82)
- Rozdział 7. Przepisy przejściowe i końcowe (art. 83 - 89).

## Nowelizacje
Do 2025 roku włącznie zostało wydanych ponad 70 aktów zmieniających przepisy ustawy o planowaniu i zagospodarowaniu przestrzennym. Większość z nich to nowelizacje ustaw. Ostatnia zmiana weszła w życie w 2025 roku.